# Mil Mi-36
Mil Mi-36 là một loại trực thăng đa dụng hạng nhẹ của Liên Xô vào đầu thập niên 1980.